# Heriades ingogoensis
Heriades ingogoensis är en biart som beskrevs av Cockerell 1946. Heriades ingogoensis ingår i släktet väggbin, och familjen buksamlarbin. Inga underarter finns listade i Catalogue of Life.